# Zwartschaap
Zwartschaap is een buurtschap en straat in de gemeente Hoogeveen. Tot 1998 behoorde het tot Ruinen. Zwartschaap ligt noorden van de plaats Hoogeveen, ten zuidoosten van Pesse, Zwartschaap ligt ook nog ten oosten van het Oude Diep en ten noorden van het dorp Stuifzand. voorheen was het ook bekend als Swart Schaap, Zwarte Schaap en in het Drents Zwartschoap.
De naam is mogelijk afgeleid van zwet, in de betekenis grens.